# 上朝比奈
上朝比奈（かみあさひな）は静岡県御前崎市の大字。

## 地理
御前崎市の西部、浜岡地区の北部に位置する。東で牧之原市鬼女新田・須々木、西で下朝比奈、南で比木、北で牧之原市菅ヶ谷と接する。

### 河川
- 朝比奈川
- 横舟川

### 字
80以上の字がある（2015年（平成27年）6月10日現在）。
- 足ヶ谷（あしがや）
- 朝生ヶ谷（あそがや）
- 雨池原（あまいけばら）
- 磯ヶ谷（いそがや）
- 一ノ谷（いちのや）
- 市平谷（いちべえや）
- 井ノ向（いのむかい）
- 今井（いまい）
- 雨垂（うたり）
- 大沢（おおさわ）
- 大原（おおはら）
- 奥原（おくばら）
- 楓ヶ谷（かえでがや）
- 柿ノ木谷（かきのきや）
- 上番子（かみばんこ）
- 唐沢（からさわ）
- 川田ヶ（かわたが）
- 北ノ前（きたのまえ）
- 北ノ谷（きたのや）
- 北原（きたばら）
- 京松原（きょうまつばら）
- 切石（きりいし）
- 切石原（きりいしばら）
- 黒ヶ谷（くろがや）
- 小角下（こかくした）
- 小原（こばら）
- 五十地（ごじゅうぢ）
- 五平原（ごへいばら）
- 五良ヶ谷（ごろうがや）
- 五良兵ェ原（ごろべえばら）
- 権兵ェ原（ごんべえばら）
- 権兵ェ谷（ごんべえがや）
- 坂田（さかた）
- 坂ノ下（さかのした）
- 坂ノ谷（さかのや）
- 作田（さくた）
- 三反田（さんたんだ）
- 三ノ谷（さんのや）
- 在ヶ田（さいけだ）
- 塩坪（しおつぼ）
- 七百地（しちひゃくじ）
- 社宮路（しゃぐうじ）
- 新囲（しんがこい）
- 地形（じぎょう）
- 十三保（じゅうさんぼ）
- 十助原（じゅうすけばら）
- 助十田（すけじゅうだ）
- 助十田原（すけじゅうだばら）
- 瀬ヶ谷（せがや）
- 惣次郎原（そうじろうばら）
- 高根前（たかねまえ）
- 大代上（だいたいかみ）
- 大代下（だいたいしも）
- 茶屋前（ちゃやまえ）
- 忠右ェ門谷（ちゅうざえもんがや）
- 寺下（てらした）
- 東光谷（とうこうや）
- 仲沢（なかざわ）
- 中田（なかだ）
- 永ノ谷（ながのや）
- 長谷（ながや）
- 西ヶ紐（にしがひも）
- 西仲沢（にしなかざわ）
- 西ノ谷（にしのや）
- 西原（にしばら）
- 甘四谷（にじゅうしや）
- ニノ谷（にのや）
- 八良田（はちりょうだ）
- 浜井場（はまいば）
- 浜坂谷（はまざかや）
- 光ヶ谷（ひかりがや）
- 東原（ひがしばら）
- 平谷（ひらや）
- 平屋敷（ひらやしき）
- 広切（ひろぎり）
- 広田（ひろた）
- 藤ヶ谷（ふじがや）
- 平太夫原（へいだゆうばら）
- 法金田（ほうきんた）
- 松ヶ谷（まつがや）
- 南原（みなみばら）
- 宮ノ谷（みやのや）
- 向原（むこうばら）
- 柳ヶ谷（やなぎがや）
- 四ッ枝（よつえだ）

## 歴史

### 沿革
- 1889年（明治22年）4月1日 - 町村制の施行により、城東郡上朝比奈村が周辺の村と合併し、城東郡朝比奈村となる[WEB 7]。旧村名は朝比奈村の大字として残る[WEB 8]。
- 1896年（明治29年）4月1日 - 郡制の施行により所属郡が小笠郡に変更。
- 1955年（昭和30年）3月31日 – 朝比奈村が池新田町・佐倉村・新野村・比木村と新設合併を行い、浜岡町が発足する。
- 2004年（平成16年）4月1日 – 浜岡町が御前崎町と新設合併を行い、御前崎市となる。

## 施設
- 御前崎市立北こども園
- やまま満寿多園 本社
- 有限会社マルタケ製茶 本社

## 交通

### 道路
- 静岡県道242号浜岡菊川線

## その他

### 学区
小学校・中学校の学区は以下の通りである。
| 番・番地等 | 小学校                 | 中学校               |
| ---------- | ---------------------- | -------------------- |
| 全域       | 御前崎市立浜岡北小学校 | 御前崎市立浜岡中学校 |

### 警察
警察の管轄区域は以下の通りである。
| 番・番地等 | 警察署     | 交番・駐在所 |
| ---------- | ---------- | ------------ |
| 全域       | 菊川警察署 | 浜岡交番     |

### WEB
1. ↑  “h02_22.csv”.   総務省 (2022年2月10日). 2025年1月9日閲覧。
2. ↑  “静岡県御前崎市上朝比奈 (22223008000)”.   人文学オープンデータ共同利用センター. 2025年1月9日閲覧。
3. ↑  “静岡県 御前崎市 上朝比奈の郵便番号 - 日本郵便”.   日本郵便. 2025年1月9日閲覧。
4. ↑  “市外局番の一覧”.   総務省 (2022年3月1日). 2025年1月9日閲覧。
5. ↑  “事業所案内及び管轄地域（事務所3件、分室3件）”.   一般社団法人静岡県自動車会議所. 2025年1月9日閲覧。
6. ↑  “御前崎市大字小字一覧 - 静岡県オープンデータ”.   静岡県 (2015年6月10日). 2025年1月9日閲覧。
7. ↑  “historyofcities.pdf”.   静岡県総務部合併推進室・財団法人静岡県市町村振興協会. 2025年1月9日閲覧。
8. ↑  “解説ページ”.   株式会社エア. 2025年1月9日閲覧。
9. ↑  “通学区域一覧／御前崎市公式ホームページ”.   御前崎市 (2020年6月2日). 2025年1月9日閲覧。
10. ↑  “交番駐在所一覧表｜静岡県警察”.   静岡県警察 (2023年6月12日). 2025年1月9日閲覧。